# 1 Front Nadbałtycki

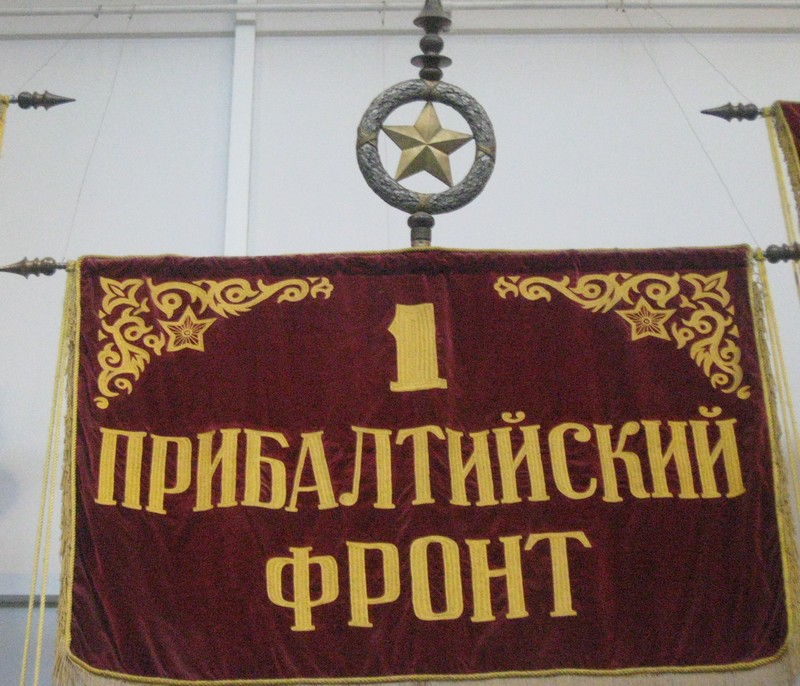
Sztandar 1 Frontu Nadbałtyckiego z Muzeum Sił Zbrojnych FR w Moskwie

1 Front Nadbałtycki (ros. 1-й Прибалтийкий фронт, w polskiej literaturze występuje również nazwa 1 Front Bałtycki) – związek operacyjno-strategiczny Armii Czerwonej o kompetencjach administracyjnych i operacyjnych na zachodnim terytorium ZSRR, działający podczas wojny z Niemcami w czasie II wojny światowej.

## Historia
Utworzony 20 października 1943 w wyniku przemianowania Frontu Kalinińskiego. W październiku – grudniu 1943 prowadził walki w rejonie Witebska. W okresie 23 czerwca – 31 lipca 1944 uczestniczył w operacji białoruskiej. W sierpniu – listopadzie 1944 walczył przeciw Grupie Armii Północ, zajmując Litwę i część Łotwy, oraz blokował wojska niemieckie w rej. Kłajpedy i na cyplu w rej. Lipawy i Tukums. W dniach 13–31 stycznia 1945 uczestniczył w operacji wschodniopruskiej. 24 lutego przemianowany na Grupę Zemlandzką (Sambijską), którą włączono do 3 Frontu Białoruskiego. Sztab tej Grupy rozformowano w marcu 1945.

## Dowództwo Frontu
Dowódcy:
- gen. armii Andriej Jeriomienko - do 19 listopada 1943,
- gen. armii Iwan Bagramian do 24 lutego 1945.

Szefowie sztabu:
- gen. por. Władimir Kurasow[2]

## Struktura organizacyjna
Skład w 1944 roku:
- 4 Armia Uderzeniowa
- 11 Gwardyjska Armia
- 39 Armia
- 43 Armia
- 3 Armia Lotnicza.